# Grenade de désencerclement

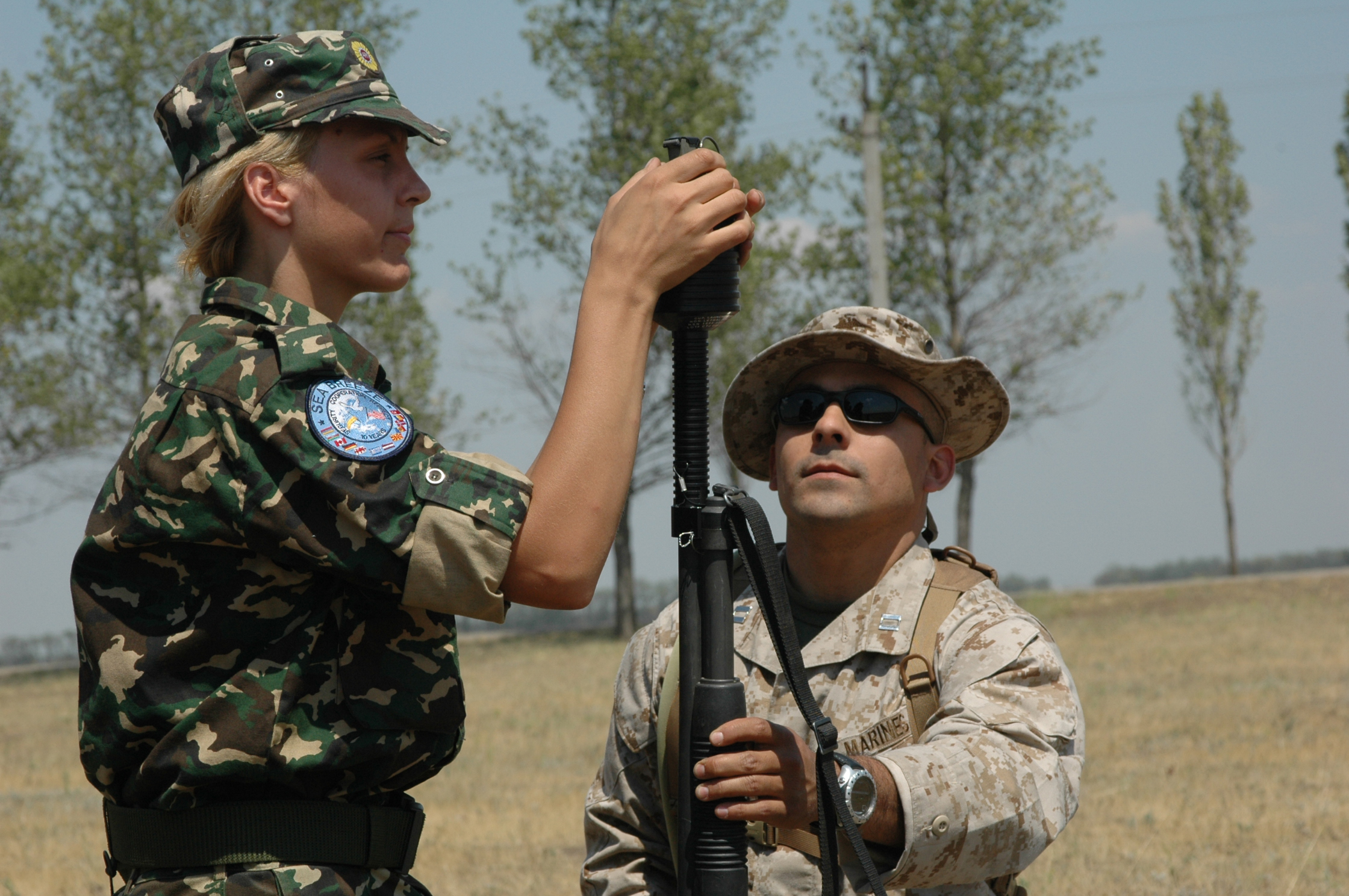
Chargement d'une grenade de désencerclement sur un fusil.

Une grenade de désencerclement (appelée sting-ball grenade en anglais) est une grenade à main utilisée par les forces de l'ordre dans certains pays pour repousser les manifestants. Leur utilisation est généralement régie par des règles précises car elles peuvent blesser très gravement.

## Description

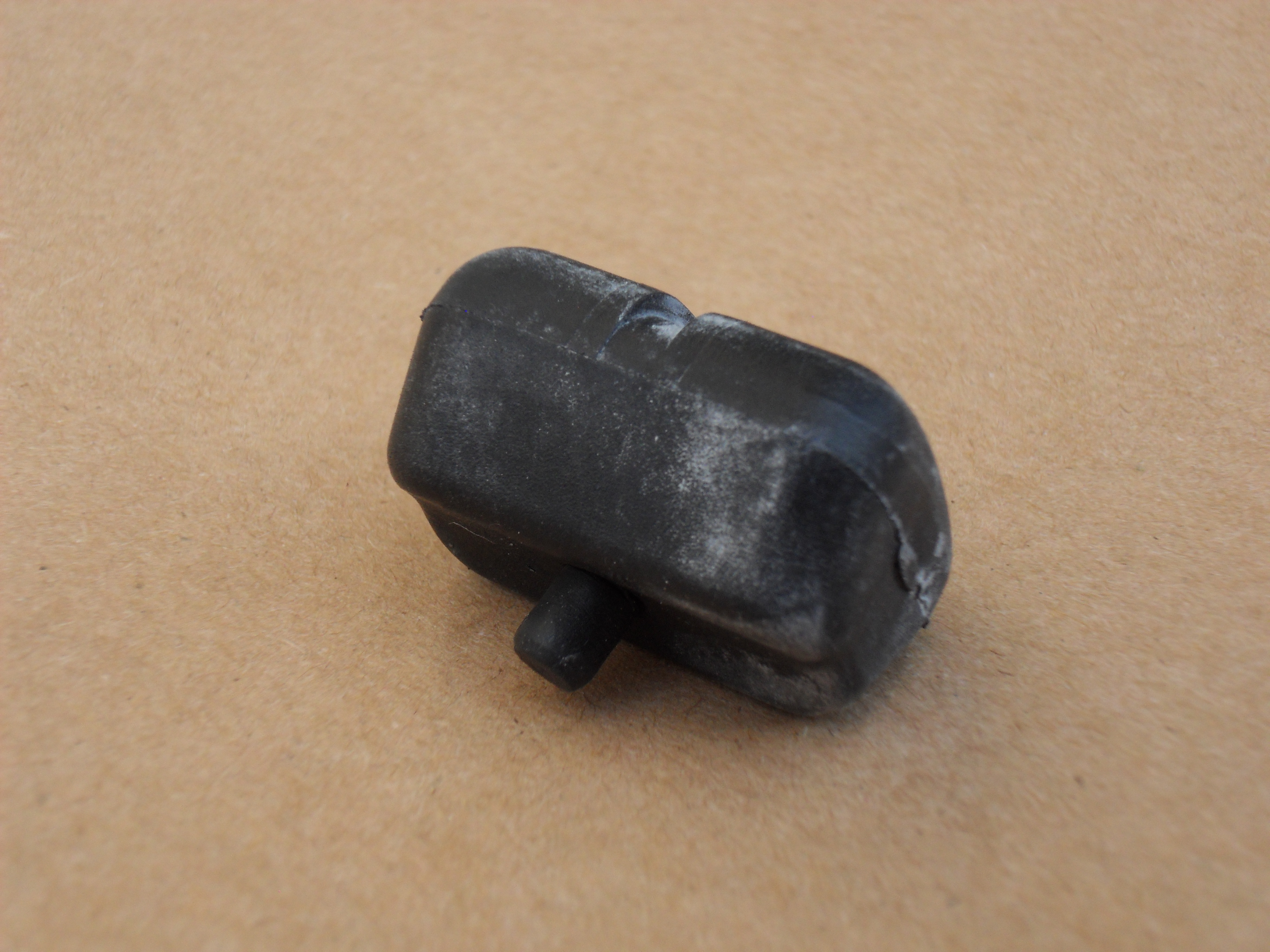
Un plot montrant son picot de fixation sur la grenade.

Ces grenades, aussi nommées « Hornet's Nest » (nid de frelon) dans les pays anglophones, sont basées sur le fonctionnement des grenades à fragmentation. Cependant, au lieu de contenir une coque de métal destinée à exploser en shrapnel, elles sont formées de trois rangées de six plots de caoutchouc dur, en plus du bouchon allumeur qui est lui aussi gainé de caoutchouc. À l'explosion, elles projettent leur plots de caoutchouc de façon circulaire et incontrôlée. Certaines d'entre elles peuvent également contenir une charge de gaz CS ou de gaz poivre.

## En France
En France, la grenade de désencerclement est officiellement nommée « grenade à main de désencerclement » (GMD), mais aussi « dispositif balistique de désencerclement » (DBD) ou « dispositif manuel de protection » (DMP). Elle est définie comme « arme de force intermédiaire » (AFI), au même titre que le « pistolet à impulsions électriques » (PIE), et le « lanceur de balles de défense » (LBD), qui permet « dans le respect des lois et des règlements, une réponse graduée et proportionnée à une situation de danger lorsque l’emploi légitime de la force s’avère nécessaire », avant utilisation de l’arme individuelle (pistolet 9 mm).
La grenade de désencerclement est classée au « 6° de la catégorie A2 »,,, soit comme « matériel de guerre », rubrique 2.
En Europe, seules les forces de police françaises l'utilisent. La grenade offensive OF F1, plus utilisée depuis 2017, et la grenade lacrymogène instantanée GLI-F4, produites par Alsetex, ne sont pas des grenades de désencerclement.

### Réglementation et sécurité
Le droit français permet de l'utiliser en cas de danger, lorsque les forces de l'ordre sont encerclées et menacées ; une circulaire de la police nationale précise : 

« lorsque les forces de l’ordre se trouvent prises à partie par des groupes violents ou armés […]. Après usage, il convient de s’assurer aussitôt de l’état de santé de la personne et de la garder sous surveillance ; au besoin, un examen médical doit être effectué dans les meilleurs délais. »

— Renaud Lecadre, Un manifestant dans le coma : de nouvelles images à charge contre les policiers
Elles peuvent être lancées jusqu'à trente mètres et doivent l'être au ras du sol.[réf. nécessaire]
Cette arme peut toutefois blesser gravement, si elle est tirée en direction de la tête, comme l'a prouvé le cas Romain Dussaux (voir plus bas). En outre, son potentiel de létalité n'a jamais été pleinement évalué, comme l'a révélé un témoignage : « aucune évaluation pour des tirs en zone crânio-faciale n’a été effectuée. » La formation des policiers n'est donc pas adaptée à cette létalité potentielle : « on nous a parlé d’une arme non létale, de galets qui montent jusque maximum la hauteur de la taille. »

### Mise en œuvre
Les policiers utilisent ce dispositif lorsqu'ils se sentent en insécurité[réf. nécessaire].
Par exemple, cet outil a été utilisé en 2020 par des policiers intervenant dans le cadre d'un tapage nocturne. Après avoir été attaqués, les policiers auraient fait usage de grenades de désencerclement pour pouvoir quitter la fête dans le département du Val-de-Marne.

### Incidents notables
Le 25 juin 2013, une femme a perdu un œil à la suite de l'utilisation soit d'un lanceur de balle de défense soit d'une grenade de désencerclement à Villemomble (Seine-Saint-Denis).
À Rennes, en avril 2016, un CRS se blesse à la main, et un autre est atteint de surdité, lorsque la grenade lui explose dans la main.
Le 26 mai 2016, à Paris, un journaliste indépendant du nom de Romain Dussaux est gravement blessé à la tête — « fracture temporale avec enfoncement de la boîte crânienne » — par l'explosion d'une grenade de désencerclement lancée en marge d'une manifestation. Il sort du coma le lundi 4 juin 2016, soit 9 jours après l’événement Le lanceur n'a manifestement pas respecté les règles d'utilisation de l'engin ; en particulier, la gravité de l'état serait due au lancement d'une grenade lacrymogène à proximité du blessé. En outre, selon Le Monde, « les premiers éléments d’enquête […] font apparaître de fortes contradictions entre le récit des policiers et l’exploitation des vidéos filmées par des témoins » : les policiers auraient en effet exagéré l'hostilité de la foule.
Le 15 septembre 2016, Laurent Theron, un syndicaliste de SUD est lourdement touché à l'œil par une grenade de désencerclement place de la République à Paris, il y perd la vue,.
Le 26 novembre 2017, à Nantes, un syndicaliste CGT reçoit un éclat de grenade de désencerclement et subit une « triple fracture au pied droit avec un mois d’arrêt de travail ».
En mai 2018, à Toulouse, lors d'une opération d'évacuation de l'université Jean Jaurès en grève, une grenade de désencerclement explose dans la poche d'un policier, blessant légèrement deux policiers et plus grièvement un étudiant, dont un poumon est gravement touché. Il est reconnu comme ayant des « lésions pulmonaires entraînant une incapacité totale de travail de 15 jours »,.
En février 2019, à Paris, lors de l'acte XIII des Gilets Jaunes, un manifestant, présent devant l’Assemblée nationale, a eu la main arrachée après avoir ramassé une grenade qui a explosé. Selon un témoin, il s’agit d’une « grenade de désencerclement » lancée par les forces de l’ordre.
D'après des avocats, depuis le début du mouvement des Gilets jaunes en France et jusqu'à fin janvier 2019, 17 personnes ont perdu un œil, au moins trois ont perdu une main et d'autres ont eu leur visage ou des membres de leur corps mutilés par des lanceurs de balle de défense et des grenades de désencerclement.